# Аксельбант

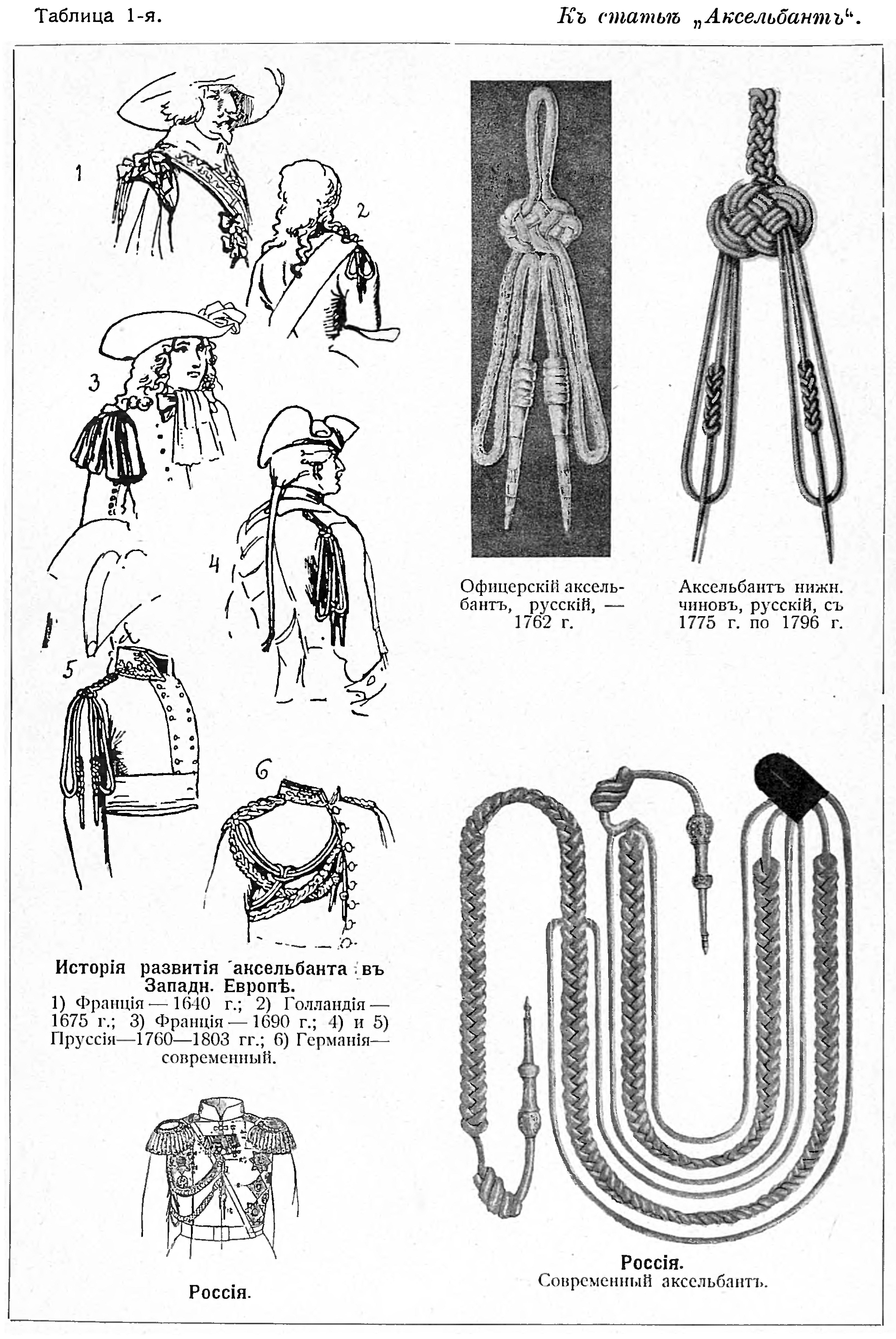
Одна из иллюстраций к статье «Аксельбант» в «ВЭС» (1911—1915)

Аксельба́нт (от нем. Achselband, от Achsel — «подмышка» + Band «лента, тесьма») — наплечный отличительный предмет (знак различия) в виде золотого, серебряного или цветного нитяного плетёного шнура с металлическими наконечниками (карандашами).
Прикрепляется на правой (реже — левой) стороне формы одежды (шинели, мундира, кителя и так далее), под погоном или эполетом. Принадлежность форменной одежды, прежде всего военной.

## История
Аксельбант впервые появился в вооружённых силах Западной Европы в середине XVII века. Существует несколько версий происхождения и назначения аксельбанта. Согласно одной из них, аксельбант — это шнур для измерения, а наконечники — карандаши. (Эта версия не подтверждена никакими историческими фактами). Согласно другой версии, аксельбанты появились в ходе борьбы Нидерландов против Испании за независимость и означали готовность восставших погибнуть, быть повешенными на носимых ими в знак презрения к поработителям верёвках. Существует также версия, что предок аксельбанта появился, когда стрелки, вооружённые фитильными мушкетами, стали носить моток фитиля, обернув его через плечо. Наиболее вероятная версия, что аксельбанты произошли от плетёных шнуров, которыми средневековые рыцари крепили правые наруч, налокотник и наплечник (элементы рыцарского доспеха) к поддоспешной одежде .
В вооружённых силах ряда стран аксельбант является принадлежностью парадной военной формы и знаком различия военнослужащих.

## В вооружённых силах России
Российская империя

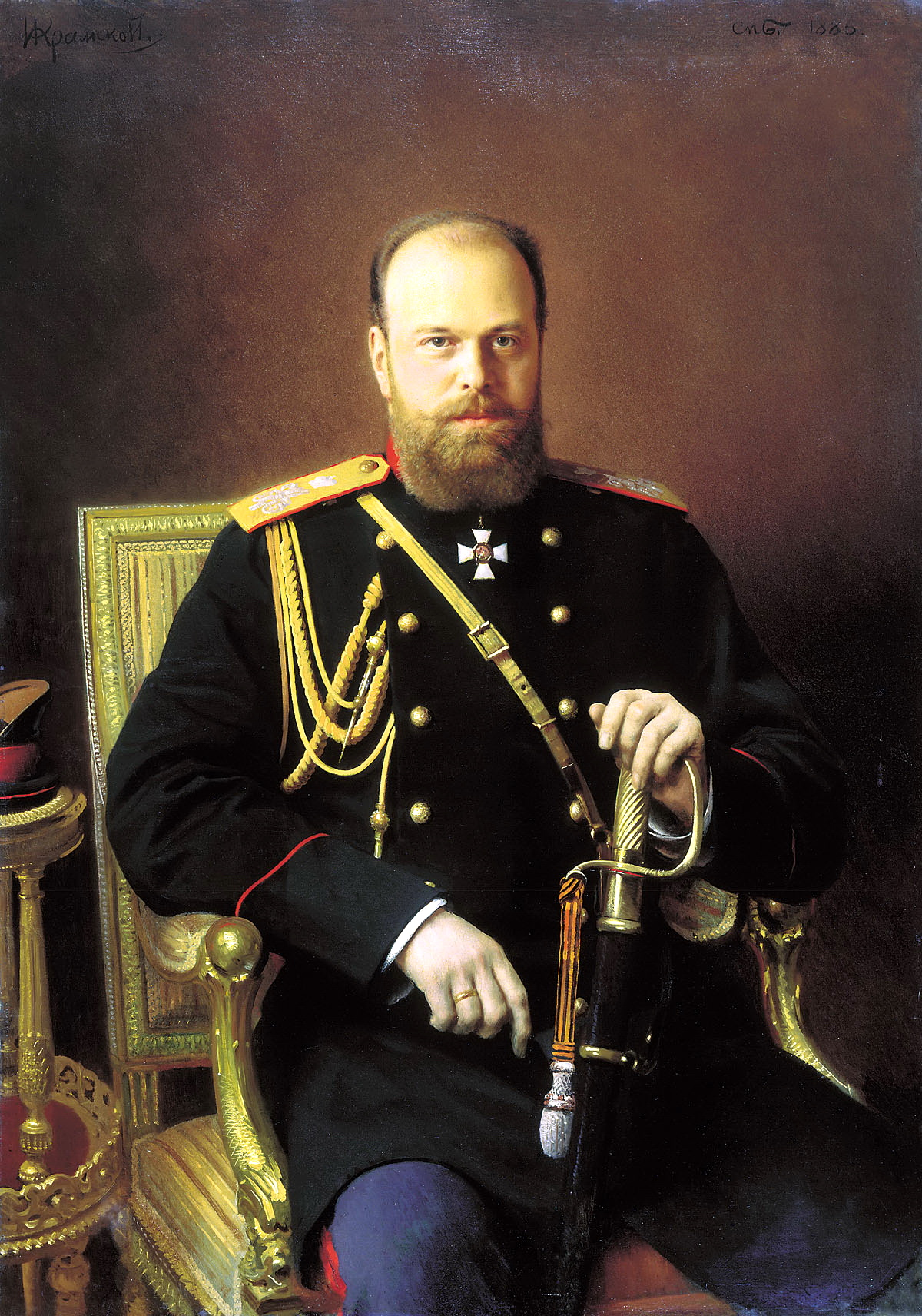
Портрет императора Александра III в военной форме.
Художник И. Н. Крамской, 1886 год

Впервые появился в Русской императорской армии в 1762 году. В 1763 году для различия полков пехоты были введены аксельбанты для мушкетёрских и гренадерских батальонов.
Аксельбант офицерских мундиров был позолоченный или посеребрённый, солдатских — нитяной.
В XIX — начале XX века аксельбант был принадлежностью формы одежды генерал-адъютантов, флигель-адъютантов, офицеров Генерального штаба, адъютантов всех родов войск. При походной форме одежды (походный мундир) аксельбант, кому таковой положен, заменялся полуаксельбантом, коричневого цвета, с прикреплённым к концу его карандашом.
Аксельбанты, как и остальное обмундирование, были упразднены в 1917 году.
СССР
В Вооружённых силах СССР с 16 февраля 1971 года были вновь введены аксельбанты для личного состава рот почётного караула и сводного оркестра Московского гарнизона.
Для офицеров был определён аксельбант с плетёным шнуром с двумя металлическими наконечниками и петлями. Шнур и наконечники золотистого цвета. Аксельбант прикрепляется тканевым хлястиком на правом плече под погоном. Плетёные концы аксельбанта пристёгивались нитяными петлями на пуговицы, пришитые под правым лацканом мундира или тужурки.
Для сержантов, старшин, солдат и матросов был определён аксельбант с одним металлическим наконечником и петлями. Шнур серебристого, наконечник золотистого цвета.
В том же 1971 году аксельбантами были снабжены военнослужащие, участвовавшие в военном параде в Москве в честь годовщины Великой Октябрьской социалистической революции.
С тех пор некоторые увольняемые в запас военнослужащие срочной службы стали самовольно украшать свою форму самодельными («дембельскими») аксельбантами.
РФ
В Вооружённых силах Российской Федерации аксельбант является принадлежностью парадной формы одежды личного состава почётного караула, формы одежды парадных расчётов.

## В вооружённых силах иностранных государств
Великобритания

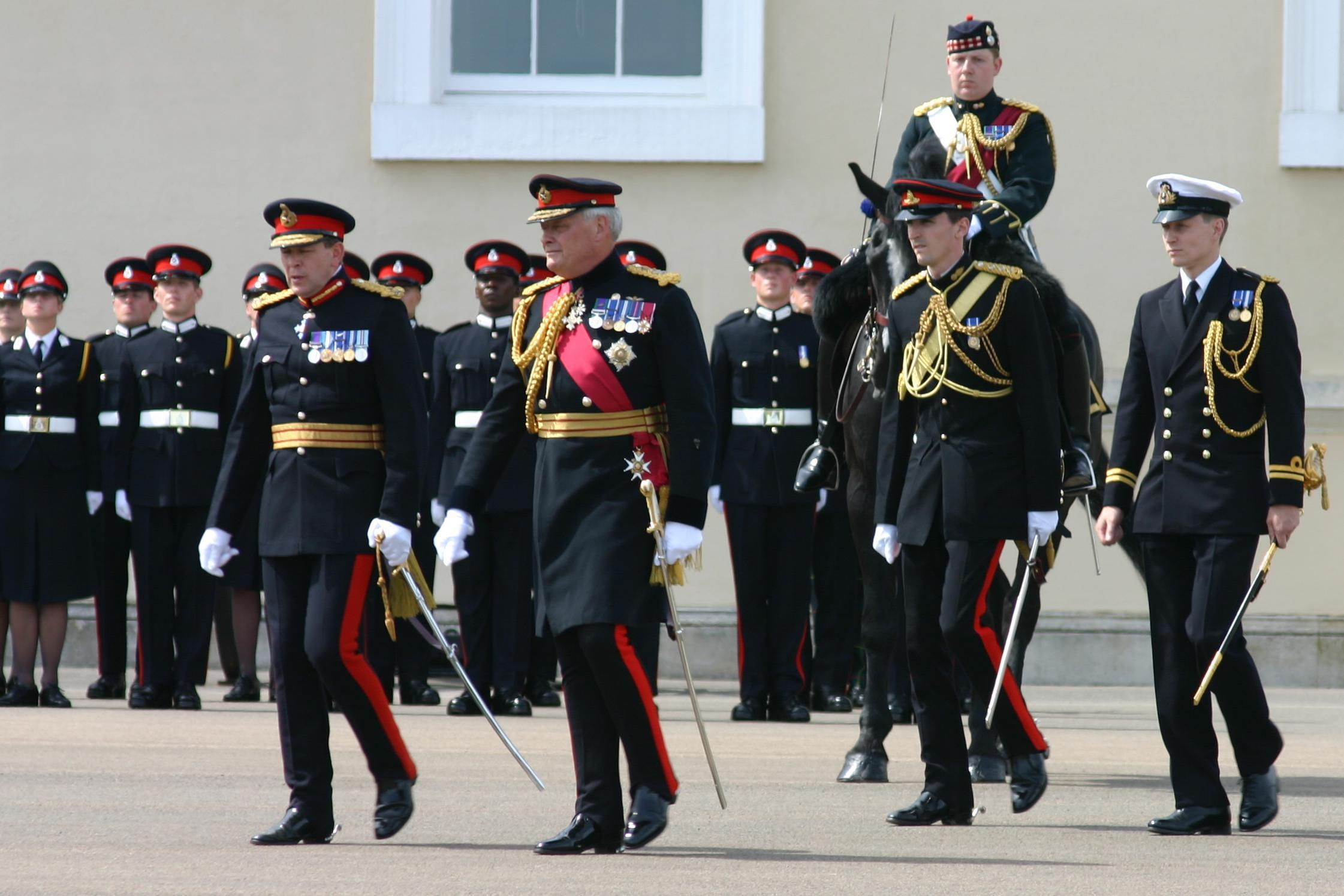
Аксельбанты на мундире офицеров Королевских вооружённых сил (Великобритания)

В вооружённых силах установлены четыре класса аксельбантов:
- Первый класс, или королевские, из золотой проволоки, носят на правом плече (адмиралы флота, фельдмаршалы, маршалы Королевских ВВС; лейб-медики — придворные врачи (honorary physicians) и придворные хирурги (honorary surgeons); придворные священники (духовники монарха, Honorary Chaplain to the Queen), флигель-адъютант короля, стольники членов королевской семьи. Унтер-офицеры и офицеры дворцовой кавалерии носят аксельбант первого класса при парадной форме на левом плече.
- Второй класс, или министерские, золотого и тёмно-синего, малинового или светло-голубого цвета (цвет означает военно-морской флот, армию и военно-воздушные силы соответственно) носят на правом плече должностные лица, в частности, военнослужащие из состава Совета обороны и аппарата губернаторов территорий.
- Третий класс, или офицерские, золотого и тёмно-синего, малинового или светло-голубого цвета носят на левом плече офицеры флота, армии и ВВС соответственно, военные атташе, их помощники и адъютанты.
- Четвёртый класс, или простые, носят капралы дворцовой кавалерии, музыканты гвардейских драгун и драгунского полка при парадной форме.

Германия
Особенностью немецкой традиции ношения аксельбанта является то, что один из простых (не плетёных) шнуров затягивается захватывающим узлом поперёк другого простого шнура.
Канада
В Канаде тонкий шнур аксельбанта образует петлю вокруг основного плетёного шнура, но в отличие от Германии, не завязывается узлом.
Таиланд
В Таиланде красный аксельбант на левом плече (то есть со стороны, противоположной по сравнению с РФ, Германией и т. п.) является принадлежностью повседневной полицейской формы.

## Униформа несиловых учреждений
В некоторых государствах Южной и Юго-Восточной Азии (например, Малайзия, Непал и др.) нитяные аксельбанты разных цветов (чаще — красный, чёрный или жёлтый) являются принадлежностью форменной одежды охранников торговых учреждений, отдельных товариществ собственников жилья и прочих охраняемых объектов.

## Галерея
| Аксельбант на мундире офицеров Республиканской гвардии Франции, Елисейский дворец, Париж | Аксельбанты солдат Почётного караула у Могилы Неизвестного Солдата | Неуставной «дембельский» самодельный аксельбант воздушно-десантных войск СССР. Использована красная управляющая стропа от парашюта Д-6 и офицерские кокарды | Аксельбант на мундире Главного Маршала авиации ВВС Австралии | Немецкий аксельбант с поперечным узлом (слева) |